# Acanthocyclops petkovskii
Acanthocyclops petkovskii is een eenoogkreeftjessoort uit de familie van de Cyclopidae. De wetenschappelijke naam van de soort is voor het eerst geldig gepubliceerd in 1983 door Pesce & Lattinger.